# El Magharia
El Magharia (în arabă المقرية) este o comună din provincia Alger, Algeria.
Populația comunei este de 31.453 locuitori (2008).